# Miomantis gyldenstolpei
Miomantis gyldenstolpei är en bönsyrseart som beskrevs av Sjostedt 1924. Miomantis gyldenstolpei ingår i släktet Miomantis och familjen Mantidae. Inga underarter finns listade i Catalogue of Life.